# Helvidia
Helvidia is een monotypisch geslacht van spinnen uit de  familie van de Theridiidae (Kogelspinnen).

## Soort
- Helvidia scabricula Thorell, 1890